# Utica (New York)
Pour les articles homonymes, voir Utica.
Utica est une cité (city) et le siège du comté d’Oneida, dans l’État de New York, aux États-Unis. Sa population s’élevait à 62 235 habitants lors du recensement de 2010, estimée à 60 652 habitants en 2016. Avec la cité voisine de Rome, elle forme une aire urbaine de près de 300 000 habitants.

## Histoire
Utica a été bâtie sur le site de Fort Schuyler, érigé par les colons britanniques pour leur défense en 1758 lors de la guerre de Sept Ans. Restée un village, la localité a connu une forte croissance en 1825, lorsque l'achèvement du canal Érié a stimulé son économie.
Une charte municipale reconnaît son existence le 13 février 1832 et sa population atteint 20 000 habitants en 1845, ce qui en fait la 29e agglomération des États-Unis.
Une ligne télégraphique, autorisée le 30 mai 1845, a atteint Utica le 3 février 1846, permettant la publication de nouvelles récentes dans l'Utica Gazette. La plus ancienne agence de presse américaine, la New-York State Associated Press, est née en 1846 à Utica, en réunissant les quotidiens existant le long du canal Érié, qui relie New York à Buffalo. Elle y aura son siège jusqu'aux années 1860. Au cours des XIXe et XXe siècles, l'infrastructure de la cité a contribué à son succès en tant que centre de fabrication et a défini son rôle de plaque tournante mondiale pour l'industrie textile.
Comme d'autres municipalités de la Rust Belt, Utica a connu un ralentissement économique à partir du milieu du XXe siècle. Le déclin industriel dû à la délocalisation et à la fermeture d'usines textiles a conduit à la baisse de la population causée par la délocalisation d'emplois et d'entreprises dans les banlieues et à Syracuse.

## Démographie
| Groupe            | Utica | New York | États-Unis |
| ----------------- | ----- | -------- | ---------- |
| Blancs            | 69,0  | 66,8     | 72,4       |
| Afro-Américains   | 15,3  | 15,9     | 12,6       |
| Asiatiques        | 7,4   | 7,3      | 4,8        |
| Métis             | 4,0   | 3,0      | 2,9        |
| Autres            | 3,9   | 7,4      | 6,2        |
| Amérindiens       | 0,3   | 0,6      | 0,9        |
| Océaniens         | 0,1   | 0,1      | 0,2        |
| Total             | 100   | 100      | 100        |
|                   |       |          |            |
| Latino-Américains | 10,5  | 17,6     | 16,7       |

## Personnalités liées à la ville
- John A. Roche (1844-1904), homme politique américain, qui fut maire de Chicago ;
- James Sherman (1855-1912), homme politique américain, qui fut maire de la municipalité d'Utica ;
- Lech Kowalski, réalisateur américain et ancien habitant d'Utica, y a tourné un film fait de témoignages, afin de représenter une partie de la population marginalisée, I Pay For Your Story[7], en 2017 ;
- Joseph Rockwell Swan (1878-1965), sportif (joueur de football et entraîneur) puis banquier d'affaires américain.